# Massimo Fiocchi
Massimo Fiocchi (...) è un montatore italiano.
Nel 2010 ha vinto il Nastro d'argento come miglior montatore per i film Happy Family e Lo spazio bianco. È stato più volte candidato ai David di Donatello per il miglior montatore e al Ciak d'oro.

## Biografia
Comincia la carriera collaborando con una serie di registi nati nell'ambito del Teatro dell'Elfo di Milano, come il documentarista Bruno Bigoni, Kiko Stella e Gabriele Salvatores. Si lega in particolare a quest'ultimo, montando la maggior parte dei film da lui realizzati. Nel 1999 lavora al film L'amante perduto di Roberto Faenza, divenendo poi collaboratore fisso del regista.
Collabora anche con Francesca Comencini e Mimmo Calopresti.

## Filmografia
- Live, regia di Bruno Bigoni e Kiko Stella (1983)
- Rosso di sera, regia di Kiko Stella – cortometraggio (1985)
- Incidente di percorso, regia di Donatello Alunni Pierucci (1986)
- Il mondo chiuso, regia di Bruno Bigoni – documentario (1987)
- Nome di battaglia: Bruno, regia di Bruno Bigoni – documentario (1987)
- Provvisorio quasi d'amore, regia di Bruno Bigoni, Enrico Ghezzi, Francesca Marciano, Roberta Mazzoni, Daniele Segre, Silvio Soldini, Kiko Stella (1988)
- Sud, regia di Gabriele Salvatores (1993)
- Viva San Isidro!, regia di Alessandro Cappelletti (1995)
- Nirvana, regia di Gabriele Salvatores (1997)
- Amleto... frammenti, regia di Bruno Bigoni – documentario (1997)
- I racconti di Baldassarre, regia di Eros Puglielli – cortometraggio (1997)
- Grazie di tutto, regia di Luca Manfredi (1997)
- La parola amore esiste, regia di Mimmo Calopresti (1998)
- L'amante perduto, regia di Roberto Faenza (1999)
- Denti, regia di Gabriele Salvatores (2000)
- Preferisco il rumore del mare, regia di Mimmo Calopresti (2000)
- La vita altrui, regia di Michele Sordillo (2000)
- Come si fa un Martini, regia di Kiko Stella (2001)
- Un bel ferragosto, regia di Michela Guberti, Maurizio Iannelli – documentario (2001)
- Un cuento de boxeo, regia di Alessandro Angelini – documentario (2001)
- Prendimi l'anima, regia di Roberto Faenza (2002)
- Amnèsia, regia di Gabriele Salvatores (2002)
- Malavana, regia di Guido Giansoldati (2002)
- Io non ho paura, regia di Gabriele Salvatores (2003)
- La felicità non costa niente, regia di Mimmo Calopresti (2003)
- Mi piace lavorare (Mobbing), regia di Francesca Comencini (2003)
- Evilenko, regia di David Greco (2004)
- L'amore ritorna, regia di Sergio Rubini (2004)
- La tigre e la neve, regia di Roberto Benigni (2005)
- I giorni dell'abbandono, regia di Roberto Faenza (2005)
- Alla luce del sole, regia di Roberto Faenza (2005)
- Provincia meccanica, regia di Stefano Mordini (2005)
- El barrilete, regia di Alessandro Angelini – documentario (2005)
- A casa nostra, regia di Francesca Comencini (2006)
- L'aria salata, regia di Alessandro Angelini (2006)
- Volevo solo vivere, regia di Mimmo Calopresti (2006)
- I Viceré, regia di Roberto Faenza (2007)
- In fabbrica, regia di Francesca Comencini – documentario TV (2007)
- Come Dio comanda, regia di Gabriele Salvatores (2008)
- Il resto della notte, regia di Francesco Munzi (2008)
- Il caso dell'infedele Klara, regia di Roberto Faenza (2009)
- Lo spazio bianco, regia di Francesca Comencini (2009)
- Alza la testa, regia di Alessandro Angelini (2009)
- Stella, regia di Gabriele Salvatores – cortometraggio (2009)
- Happy Family, regia di Gabriele Salvatores (2010)
- 1960, regia di Gabriele Salvatores – documentario (2010)
- Il colore del vento, regia di Bruno Bigoni – documentario (2010)
- Un giorno questo dolore ti sarà utile, regia di Roberto Faenza (2011)
- Silvio Forever, regia di Roberto Faenza e Filippo Macelloni – documentario (2011)
- Un solo sguardo, regia di Gabriele Salvatores – cortometraggio (2011)
- Il delitto di Via Poma, regia di Roberto Faenza – film TV (2011)
- Un giorno speciale, regia di Francesca Comencini (2012)
- Educazione siberiana, regia di Gabriele Salvatores (2013)
- Anita B., regia di Roberto Faenza (2014)
- Il ragazzo invisibile, regia di Gabriele Salvatores (2014)
- Le mani dentro la città – serie TV (2014)
- Italy in a Day, regia di Gabriele Salvatores – documentario (2014)
- The Promise, regia di Gabriele Salvatores – cortometraggio (2015)
- Ilaria Alpi - L'ultimo viaggio, regia di Claudio Canepari e Gabriele Gravagna – film TV (2015)
- La verità sta in cielo, regia di Roberto Faenza (2016)
- Nemiche per la pelle, regia di Luca Lucini (2016)
- Il senso della bellezza, regia di Valerio Jalongo (2017)
- La moda proibita - Roberto Capucci e il futuro dell'alta moda, regia di Ottavio Rosati – documentario (2018)
- Il testimone invisibile, regia di Stefano Mordini (2018)
- Tutto il mio folle amore, regia di Gabriele Salvatores (2019)
- Gli infedeli, regia di Stefano Mordini (2020)
- Lasciami andare, regia di Stefano Mordini (2020)